# フラウエンフェルト
フラウエンフェルト（Frauenfeld）は、スイスのトゥールガウ州にある基礎自治体（ポリティッシェ・ゲマインデ）で同州の州都。

## 歴史
フラウエンフェルトについての最も古い文書は1246年のものである。ライヒェナウ修道院の土地にあったフラオエンフェルト城の周辺に街は発達した。
1264年はハプスブルク家の領土になった。ハプスブルク家は1374年、フラウエンフェルト君主にトゥールガウ（当時はザンクト・ガレンを含んでいた）の裁判権を与えた。
フラウエンフェルト城は後期バロック様式で、古典的な建築法である。フラウエンフェルトの二次繁栄期である18世紀に市庁舎は建てられた。1712年から、スイスの議会 (de:Eidgenossen) が、バーデン (en:Baden, Switzerland)と交互に開会された。1742年に議会はフラウエンフェルトを通常の開催地とした。
街は1771年と1788年の二度、大火によって一部焼失した。
1798年ナポレオン率いるフランスの侵攻により、Old Swiss Confederacyの南部連合が崩壊し、フラウエンフェルトでの議会も開かれることは無くなった。

## 出身者
- ヴァルター・ヘス - 生理学者